# 회전대칭

맨 섬의 기에 있는 트리스켈리온

회전대칭(回轉對稱, 영어: rotational symmetry)은 어떤 도형을 한 점 또는 축에 대해 일정 각도 회전시켰을 때 겹쳐지는 것을 말한다.
이때 최초로 겹쳐지는 각도가 360°/n이면 이 도형의 차수를 n이라 한다.

## 예시
차수 n=2인 경우: 점대칭과 동일하다.
| 2차 (더 보기)    | 3차 (더 보기)     | 4차 (더 보기)   | 5차 (더 보기)   | 6차 (더 보기) |
| ---------------- | ----------------- | --------------- | --------------- | ------------- |
| 이중 진자 프랙탈 | 회전교차로 표지판 | 힌두교의 만자문 | 스소노시의 문장 | 눈의 결정     |
| 평행사변형       |                   |                 |                 |               |

## 같이 보기
- 대칭
- 점대칭
- 선대칭